# Torneo di Wimbledon 1886 - Singolare femminile
In questa edizione si è vista l'introduzione del Challenge Round, come già era uso nel torneo maschile la detentrice del titolo sfida la vincitrice del torneo preliminare.
Blanche Bingley ha vinto senza concedere set il torneo preliminare e nel Challenge Round ha sfidato, in una rivincita dell'anno precedente, Maud Watson riuscendo a sconfiggerla per 6-3, 6-3.

## Tabellone

### Legenda
| - Q = Qualificato - WC = Wild card - LL = Lucky loser | - ALT = Alternate - SE = Special Exempt - PR = Protected Ranking | - w/o = Walkover - r = Ritirato - d = Squalificato |

## Challenge Round
|  | Finale          |                 |                 |   |   |  |
|  |                 |                 |                 |   |   |  |
|  | Blanche Bingley | Blanche Bingley | Blanche Bingley | 6 | 6 |  |
|  | Maud Watson     | Maud Watson     | Maud Watson     | 3 | 3 |  |

## Fase preliminare
|  | Quarti          | Quarti          | Quarti          | Quarti | Quarti |  |  | Semifinali      | Semifinali      | Semifinali      | Semifinali      | Semifinali      |   |   | Finale  | Finale  | Finale  | Finale | Finale |  |
|  |                 |                 |                 |        |        |  |  |                 |                 |                 |                 |                 |   |   |         |         |         |        |        |  |
|  | Maud Shackle    | Maud Shackle    | Maud Shackle    | 6      | 6      |  |  |                 |                 |                 |                 |                 |   |   |         |         |         |        |        |  |
|  | J Mackenzie     | J Mackenzie     | J Mackenzie     | 3      | 4      |  |  | Maud Shackle    | Maud Shackle    | Maud Shackle    | 4               | 5               |   |   |         |         |         |        |        |  |
|  | A Tabor         | A Tabor         | A Tabor         | 6      | 6      |  |  | A Tabor         | A Tabor         | A Tabor         | 6               | 7               |   |   |         |         |         |        |        |  |
|  | F M Pearson     | F M Pearson     | F M Pearson     | 1      | 2      |  |  |                 |                 |                 |                 |                 |   |   | A Tabor | A Tabor | A Tabor | 2      | 0      |  |
|  | Blanche Bingley | Blanche Bingley | Blanche Bingley | 6      | 6      |  |  |                 |                 | Blanche Bingley | Blanche Bingley | Blanche Bingley | 6 | 6 |         |         |         |        |        |  |
|  | J Shackle       | J Shackle       | J Shackle       | 2      | 1      |  |  | Blanche Bingley | Blanche Bingley | Blanche Bingley | 6               | 8               |   |   |         |         |         |        |        |  |
|  | Lillian Watson  | Lillian Watson  | Lillian Watson  | 6      | 6      |  |  | Lillian Watson  | Lillian Watson  | Lillian Watson  | 3               | 6               |   |   |         |         |         |        |        |  |
|  | A M Chambers    | A M Chambers    | A M Chambers    | 3      | 3      |  |  |                 |                 |                 |                 |                 |   |   |         |         |         |        |        |  |